# Sapiens (jogo)

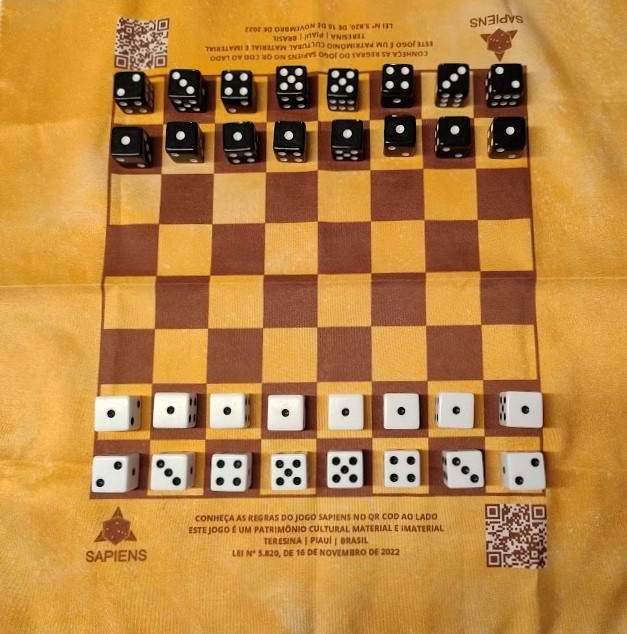
Tabuleiro do jogo Sapiens

Sapiens é um  jogo de estratégia brasileiro criado pelo piauiense Natricio Vale Almeida. O jogo é considerado recreativo, competitivo e terapêutico pois combina estratégia, planejamento e habilidades cognitivas, oferecendo benefícios para o desenvolvimento intelectual, social e motor de pessoas de todas as idades. Sapiens foi reconhecido como Patrimônio Cultural Material e Imaterial de Teresina em 2022.

## Objetivo
No Sapiens, dois jogadores competem entre si com o objetivo de aumentar o valor de suas peças ao capturar as peças do oponente. O vencedor é aquele que conseguir capturar todas as peças do adversário. Se o jogo for cronometrado, vence quem tiver a maior soma de valores das peças no tabuleiro ao final do tempo.

## Regras do Sapiens
Tabuleiro: O tabuleiro é composto por uma grade de 8x8 casas alternadas em cores claras e escuras, semelhante ao tabuleiro de damas ou xadrez.
Peças: Cada jogador começa com 16 peças, representadas por dados de seis lados (D6), com números de 1 a 6. O valor na face superior do dado representa o número máximo de casas que a peça pode se mover por vez.
Organizando peças: como um pequeno exército, o jogadores organizam os dados/soldados de acordo com sua patente. A primeira fileira (frente de batalha) coloca-se 8 peças com o valor 1 do dado voltado para cima, na fileira de trás coloca-se as peças aos pares dos cantos para o centro em valores crescente 2, 3, 4, 5. como pode ser visto na imagem
Movimento 1: Deslocamento – Todos os dados começam andando em sentido reto (onde a face laterais apontam) ou seja, para FRENTE, TRÁS, ESQUERDA E DIREITA e podem andar até o número máximo de casas do valor de sua face superior por jogada. ex: um dado de valor 1 pode andar 1 casa, o dado de valor 2 pode andar 1 ou 2 casas, um dado de valor 3 pode andar 1, 2 ou 3 casas na sua vez, e assim por diante até o limite de 6.

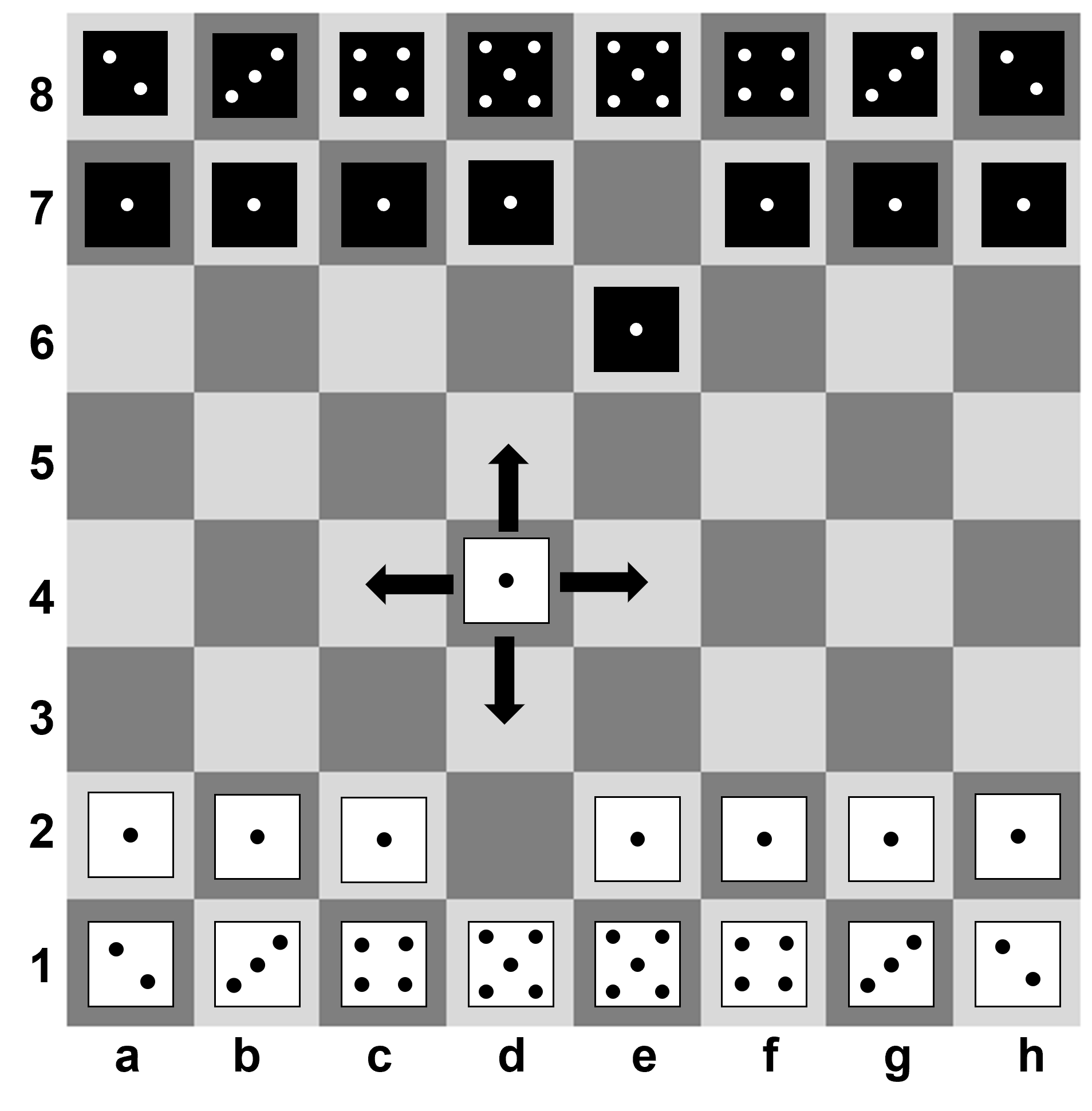
Sentido de movimento reto no jogo Sapiens (indicado pelas setas pretas) note que o dado branco pode ir para quatro direções onde suas faces laterais estão voltadas

Movimento 2:  Mudar sentido de direção - Na sua vez o jogador pode escolher GIRAR o dado em 45 graus, encerrando a jogada, no próximo movimento este dado pode andar em sentido diagonal o número máximo de casas que seu valor permitir.

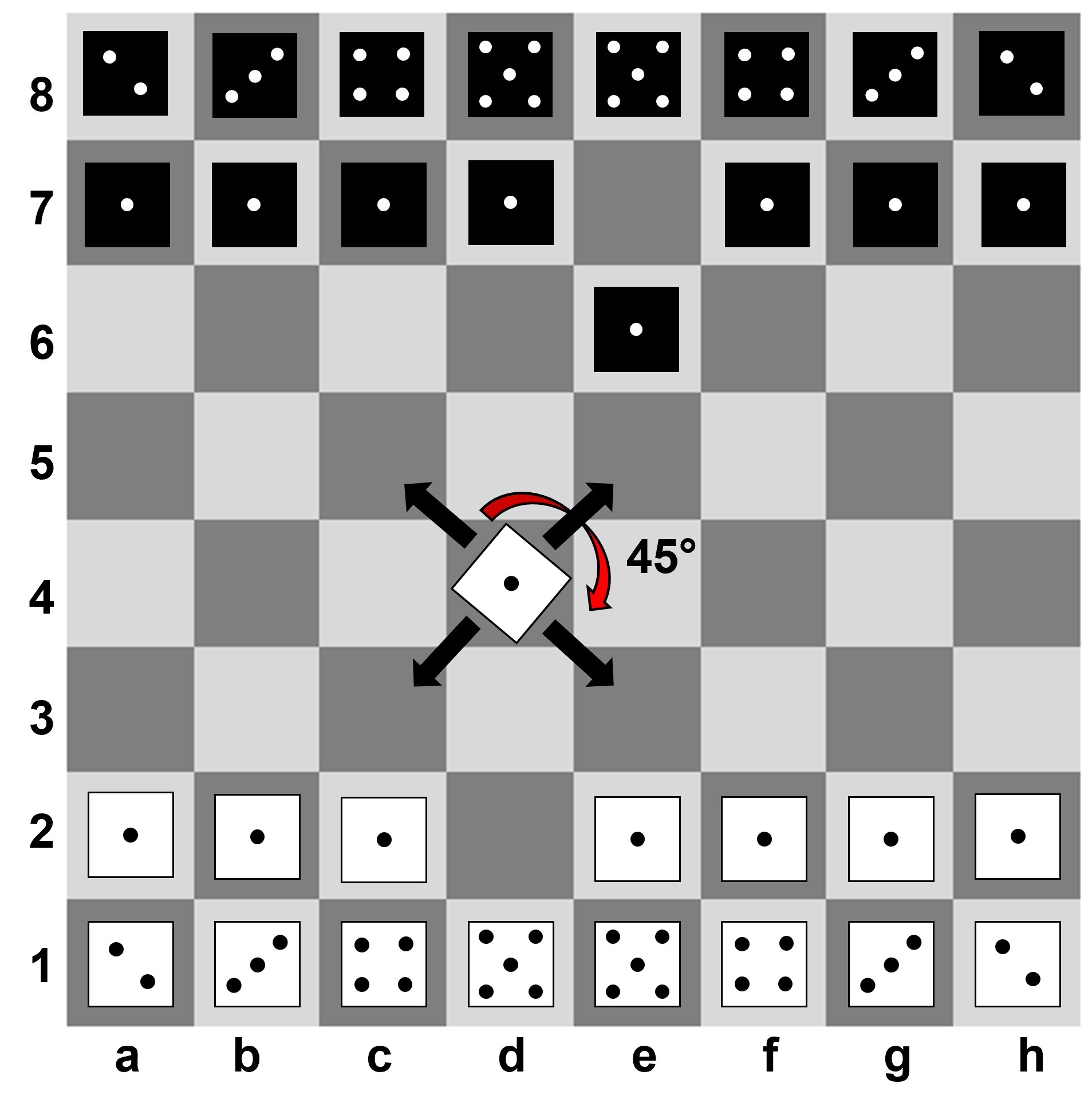
Sentido de movimento Diagonal no jogo Sapiens (indicado pelas setas pretas) após girar uma peça 45º no tabuleiro esta, na próxima jogada, pode avançar em sentido diagonal nas quatro direções que suas faces laterais apontam.

Ataque – Você ameaça uma captura, quando sua peça pode parar em uma casa onde há uma peça do adversário, realizando uma captura, no exemplo  abaixo o dado preto de valor 2 pode andar uma ou duas casas na diagonal, se o jogador escolher andar duas casas ele efetua a captura da peça adversária.

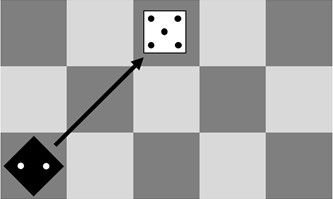
Dado preto de valor 2, ameaça atacar dado branco de valor 5

Captura - na capturar, o dado ocupa a casa de uma peça adversária ficando mais forte pois soma +1 em seu valor.
Com base o exemplo do ataque anterior, onde a peça preta de valor 2 capturar a peça branca adversária de valor 5:
- Retiramos a peça branca do tabuleiro e a preta a ocupa o seu lugar.

- No mesmo movimento o jogador das pretas procura no dado a face de valor de sua peça +1, ou seja, para o exemplo acima o valor 2+1 = 3, deixando a face 3 para cima, pois a captura evoluiu sua peça de 2 para 3.
- Agora é a vez do adversário, e na próxima vez de jogar, esta peça preta de valor 3 pode andar 1, 2 ou 3 casas nas quatro direções em sentido diagonal de movimento.

Outras Regras

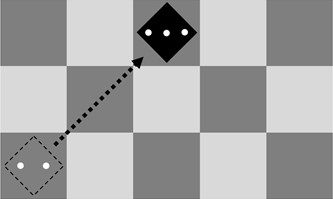
Representação de arranjo após o movimento de captura da peça branca de valor 5 pela peça preta de valor 2 - a peça preta evolui de 2 para valor 3

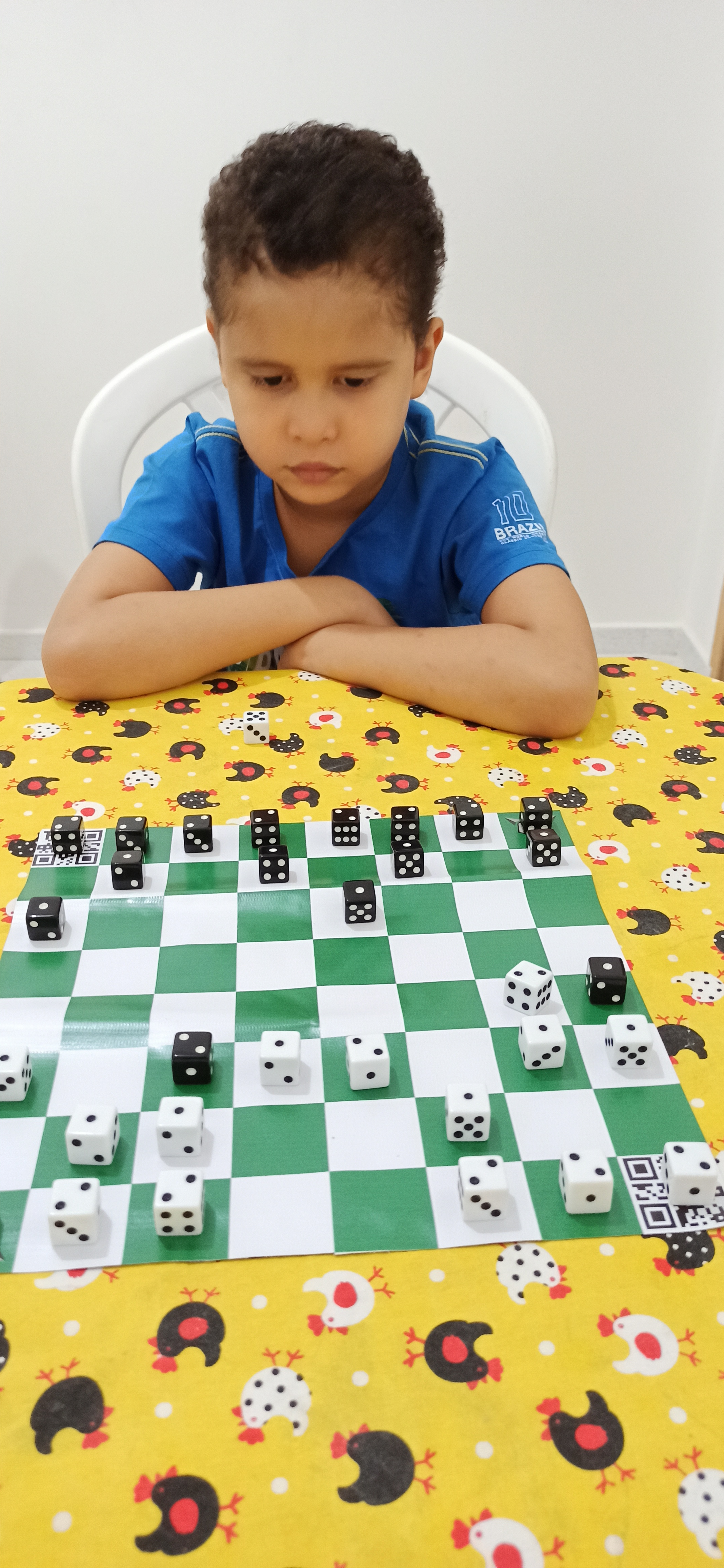
Criança jogando Sapiens em projeto social

Um dado não pode pular por cima de suas peças ou peças adversárias.
A captura de peças não é obrigatória.
Após deslocar, girar ou capturar uma peça é a vez do adversário jogar.
Em sua vez os jogadores podem:
Mudar a direção da peça para sentido reto ou diagonal sempre que achar pertinente.
Avançar ou voltar as peças sempre que julgarem necessário.
VENCE QUEM CAPTURAR TODAS AS PEÇAS DO ADVERSÁRIO
Variações: O jogo possui versões, como o modo "Sapiens Pedagógico" e a versão para quatro jogadores, "Sapiens Tetra", permitindo diferentes níveis de desafio e colaboração entre os jogadores.

## História
O jogo foi criado em Teresina capital do Piauí, por Natricio Almeida e teve seu registro formal somente em 2021. Sapiens tem sido utilizado em diversas ocasiões educacionais e eventos de tabuleiro, promovendo o raciocínio estratégico entre jovens, adultos e na comunidade de pessoas com autismo junto a Associação Prismas e diversas outras instituições.

## Autismo e neurodiversidade
O jogo Sapiens tem sido adotado em escolas, centros terapêuticos e instituições de ensino superior, como o Instituto Federal de Goiás (IFG), onde foi implementado para atender alunos neurodiversos. Sua inclusão em núcleos de ensino, pesquisa e atendimento especializados demonstra seu potencial como uma ferramenta pedagógica inclusiva, alinhada com práticas de educação que valorizam a diversidade.
Além de beneficiar diretamente pessoas autistas, o jogo Sapiens também tem impacto na formação de educadores e estudantes envolvidos na implementação, incentivando a construção de práticas pedagógicas voltadas à acessibilidade e inclusão.

## Reconhecimento
Em 2022, o Sapiens foi reconhecido como Patrimônio Cultural Material e Imaterial de Teresina pela Lei nº 5.280 de 16 de novembro de 2022, uma conquista que reflete seu impacto na cultura local e no desenvolvimento de habilidades cognitivas na comunidade.